# Paka vára
Paka vára (horvátul: Utvrda Paka) egy várrom Horvátországban, a Novi Marofhoz tartozó Paka település határában.

## Fekvése
Paka középkori várának maradványai a falutól és az A4-es autópályától keletre a Kemléki-hegység nyugati részén, a Paka-patak feletti 310 méteres erdős Gradišča nevű magaslaton találhatók.

## Története
A falu felett keletre 2001-ben egy középkori vár jelentős maradványaira bukkantak, melynek feltárása még az évben elkezdődött. A régészek szerint a vár a 13. században épült. Történetéről eddig nem sikerült többet kideríteni, írásos forrást nem találtak róla. A vár minden bizonnyal az egykor a Kemléki-hegységen át, a Paka-patak völgyében haladó utat ellenőrizte. A feltárt maradványokból az látszik, hogy a várat tűz pusztította el valószínűleg a 15. század végén.

## A vár mai állapota
A vár elnyújtott hatszög alaprajzú, területe a hegy teljes platóját elfoglalja. Bejárata az északi védőfalon át volt, mely ma 130 cm magasságban áll. Mivel a fából épített részek teljesen elpusztultak, nem állapítható meg pontosan az egykori kapuzat szerkezete, de a maradványok alapján bizonyosan fából épült. A hegy nyugati és keleti lejtőjén két kisebb teraszt alakítottak, ki, melyeken egykor védelmi funkciójú objektumok álltak. A vár nyugati részén egy 9-szer 4 és fél méteres, négyszög alakú torony állt, melynek eredeti magassága nem ismert. Falai 1 – 2 méter magasan állnak. A vár jelenleg felújítás alatt áll, de szabadon bejárható. A feltárást a varasdi múzeum munkatársai végzik.